# Collectieve beheersorganisatie
Een collectieve beheersorganisatie behartigt de belangen van rechthebbende op het gebied van het auteursrecht. Zij int vergoedingen voor het gebruiken van auteursrechtelijk beschermd materiaal. 

## Wetgeving
In Nederland wordt toezicht gehouden op collectieve beheersorganisaties door de "Wet toezicht en geschillenbeslechting collectieve beheersorganisaties auteurs- en naburige rechten". Deze wet definieert een collectieve beheersorganisatie als "elke organisatie die in Nederland gevestigd is en die bij wet of door middel van overdracht, licentieverlening of een andere overeenkomst door meer dan één rechthebbende is gemachtigd met als hoofddoel auteursrecht of naburige rechten te beheren ten behoeve van één of meer van hen, in het gezamenlijk belang van deze rechthebbenden en die onder zeggenschap staat van zijn leden of is ingericht zonder winstoogmerk".
De wet stelt een College van Toezicht Auteursrechten in dat belast is met het toezicht houden op een aantal collectieve beheersorganisaties.

## Organisaties
In Nederland zijn een aantal verenigingen en stichtingen actief die intellectueel eigendom collectief exploiteren. Hiervan is een aantal bij de branchevereniging VOI©E aangesloten. Hiernaast zijn er nog een aantal organisaties actief die daar geen lid van zijn, maar wel onder het toezicht van het College van Toezicht Auteursrecht vallen.
Hieruit volgen de volgende organisaties:
1. Stichting Stemra
2. Vereniging Buma (Vereniging Het Bureau voor Muziekauteursrecht)
3. Federatie Muziekauteurs- en uitgevers (FEMU)
4. IPRO (The International Publishers Right Organization)
5. Stichting Pictoright
6. Stichting de Thuiskopie
7. Stichting Leenrecht
8. Stichting Lira (Literaire Rechten Auteurs)
9. Stichting Norma (Stichting Naburige Rechtenorganisatie voor Musici en Acteurs)
10. Stichting Publicatie- en Reproductierechten Organisatie (Pro)
11. Stichting Reprorecht
12. Stichting SCGO (Stichting Collectieve Gelden Omroepen)
13. Stichting SEKAM Video
14. Stichting SEKAM (Stichting tot Exploitatie van Kabeltelevisierechten op Audiovisueel Materiaal)
15. Stichting Thuiskopievergoeding Audio Producenten (STAP)
16. Stichting StOPnl
17. Stichting SENA (Stichting ter Exploitatie Mechanische Reproductierechten der Auteurs)
18. Stichting UvO (Uitgeversorganisatie voor Onderwijslicenties)
19. Stichting Verdeling Videoproducenten (SVVP)
20. Stichting VEVAM (Vereniging voor regisseurs van filmwerken)
21. Stichting Videma
22. Merlin